# 게이치쿠
게이치쿠(일본어: 京築)는 후쿠오카현 동부에 위치한 유쿠하시시, 부젠시, 미야코군, 지쿠조군이 속하는 지역이다.